# Convento del Instituto de la Santísima Virgen
El Convento del Instituto de la Santísima Virgen (en inglés: Convent of the Institute of the Blessed Virgin) Más conocido como Convento de bar, es el más antiguo convento católico en Inglaterra, fundado en 1686. Las leyes británicas en ese momento prohibían la fundación de conventos católicos y como resultado de esto, el convento fue establecido y manejado en secreto. Frances Bedingfield, miembro de las Hermanas de Loreto (también conocidas como la IBVM), firmaron las escrituras de los terrenos del convento que se empezó a construir el 5 de noviembre de 1686.